# A (альбом Агнеты Фельтског)
| Совокупная оценка     | Совокупная оценка |
| Источник              | Оценка            |
| --------------------- | ----------------- |
| Metacritic            | (62/100) ссылка   |
| Оценки критиков       |                   |
| Источник              | Оценка            |
| Aftonbladet           | ссылка            |
| Allmusic              | ссылка            |
| Attitude              | ссылка            |
| Evening Chronicle     | ссылка            |
| Expressen             | ссылка            |
| The Independent       | ссылка            |
| Q                     | ссылка            |
| Rolling Stone Germany | ссылка            |
| Svenska Dagbladet     | ссылка            |
| The Press             | ссылка            |
| The Telegraph         | ссылка            |
| The Times             | ссылка            |

A — пятый англоязычный  студийный альбом шведской певицы, бывшей солистки группы ABBA Агнеты Фельтског, вышедший в мае 2013 года. Это также первый альбом певицы, содержащий новые песни, с 1987 года, когда был выпущен её альбом I Stand Alone. 

## Об альбоме
Как рассказывает сама Агнета, «проект стал возможен благодаря моей подруге. Она позвонила мне и сказала, что Йорген Элофссон и Питер Нордаль хотели бы представить мне свою музыку. Они приехали ко мне домой, сыграли мне 3 песни, и я подумала: „О Боже, я должна это сделать!“ Это было так захватывающе».
Для альбома записали 10 песен, все они были написаны при участии Йоргена Элофссона.

### Песни
Первый сингл для альбома — «When You Really Loved Someone» — стал доступен для цифровой загрузки с 11 марта 2013 года, чуть позже, с 15 апреля, появился на CD и затем, в мае, на 7" виниловой пластинке. На песню в начале февраля 2013 года был снят видеоклип.
В Германии и Австрии первым синглом была выпущена песня «The One Who Loves You Now» 11 марта 2013 года.
Песня «I Should’ve Followed You Home» — дуэт с Гэри Барлоу из британской группы Take That. Однако вокал обоих исполнителей был записан отдельно, в разные дни, так как во время записи Гари Агнета была в отпуске.
«I Was a Flower» — драматическая баллада, записанная при участии клавишных и струнных инструментов. Эта песня стала доступна для скачивания 22 апреля на британском Amazon (также на Amazon можно приобрести оркестровую версию песни).
«I Keep Them on the Floor Beside My Bed» — первая песня, которую написала (и издала) сама Агнета со времён выхода сингла «I Won’t Let You Go» в 1985 для альбома Eyes of a Woman — и B-сайда «You’re There». По словам Агнеты: «Йорген всё время повторял: "Ты должна написать песню для этого альбома!". Я не писала музыку уже много лет, но, сев за фортепиано, внезапно написала эту песню. Подруга сказала мне: "Это у тебя в крови: даже если ты чувствуешь себя уставшей, когда настанет правильный момент, песня родится"».
Другие песни в альбоме: «Bubble», описывающая отношение Агнеты к славе, диско-песня «Dance Your Pain Away», «Back on Your Radio» и «Past Forever».

## Список композиций
| №   | Название                                           | Автор(ы)                        | Длительность |
| --- | -------------------------------------------------- | ------------------------------- | ------------ |
| 1.  | «The One Who Loves You Now»                        | Jörgen Elofsson, Pär Westerlund | 3:30         |
| 2.  | «When You Really Loved Someone»                    | Elofsson                        | 3:31         |
| 3.  | «Perfume in the Breeze»                            | Elofsson, Fredrik Thomander     | 3:31         |
| 4.  | «I Was a Flower»                                   | Elofsson                        | 4:08         |
| 5.  | «I Should've Followed You Home» (with Gary Barlow) | Elofsson, Barlow                | 4:04         |
| 6.  | «Past Forever»                                     | Elofsson, Carole Bayer Sager    | 3:30         |
| 7.  | «Dance Your Pain Away»                             | Elofsson                        | 4:10         |
| 8.  | «Bubble»                                           | Elofsson                        | 4:21         |
| 9.  | «Back on Your Radio»                               | Elofsson                        | 3:43         |
| 10. | «I Keep Them on the Floor Beside My Bed»           | Fältskog, Elofsson              | 4:06         |

| №   | Название                              | Автор(ы) | Длительность |
| --- | ------------------------------------- | -------- | ------------ |
| 11. | «I Was a Flower» (orchestral version) | Elofsson | 4:11         |

Commentary for each track by Agnetha and producer Jörgen Elofsson was made available with the release of A on Spotify.

## Участники записи
- Agnetha Fältskog — lead vocals (primary artist), background vocals

### Запись
- Jörgen Elofsson — producer, recording engineer, vocal arrangements
- Peter Nordahl — producer, arranger and conductor (orchestra)
- Jess Sutcliffe — mixing
- Bob Ludwig — mastering
- Janne Hansson — recording engineer
- Micke Herrström — recording engineer
- Lasse Nilsson — recording engineer
- Michael Dahlvid — assistant engineer
- Gustaf Berg — assistant engineer

### Музыканты
- Mattias Torell — guitars
- Peter Nordahl — piano
- Max Lorentz — organ
- Gunnar Nordén — bass, guitars
- Per Lindvall — drums

#### Приглашённые музыканты
- Per Wästerlund — keyboards and programming
- Simon Petrén — keyboards and progamming
- Fredrik Thomander — keyboards and programming, guitars
- Jesper Jacobson — keyboards, guitars
- Niklas Sunden — accordion
- Stefan Ohlsson — guitars

#### Бэк-вокал
- Janet Leon
- Myrra Malmberg
- Jeanette Ohlsson
- Jörgen Elofsson
- Fredrik Thomander
- Linda Ulvaeus

## Чарты
| Чарт (2013)                          | Место |
| ------------------------------------ | ----- |
| Australian Albums Chart              | 3     |
| Australian Digital Albums Chart      | 5     |
| Austrian Albums Chart                | 8     |
| Belgian Albums Chart (Flanders)      | 6     |
| Belgian Albums Chart (Wallonia)      | 35    |
| Canadian Albums Chart                | 138   |
| Czech Republic Albums Chart          | 24    |
| Danish Albums Chart                  | 2     |
| Dutch Albums Chart                   | 14    |
| Finnish Albums Chart                 | 15    |
| French Albums Chart                  | 85    |
| French Albums Chart (Physical Sales) | 72    |
| German Albums Chart                  | 3     |
| Irish Albums Chart                   | 18    |
| Norwegian Albums Chart               | 3     |
| Polish Albums Chart                  | 38    |
| Scottish Albums Chart                | 5     |
| Swedish Albums Chart                 | 2     |
| Swiss Albums Chart                   | 2     |
| UK Albums Chart                      | 6     |
| UK Album Downloads Top 40            | 14    |
| US Billboard 200                     | 186   |